# Scyllarides astori
Scyllarides astori е вид десетоного от семейство Scyllaridae.

## Разпространение и местообитание
Видът е разпространен в Еквадор (Галапагоски острови), Кокосови острови, Колумбия (Малпело), Мексико (Долна Калифорния, Ревияхихедо, Синалоа и Сонора), Панама и Франция (Клипертон).
Среща се на дълбочина от 9 до 200 m, при температура на водата от 13,2 до 22,3 °C и соленост 34,6 – 34,9 ‰.